# Castell-palau de Torrebesses
El Castell-palau de Torrebesses és un monument del municipi de Torrebesses (Segrià) declarat bé cultural d'interès nacional. És un gran edifici amb blocs enormes i ben tallats a la seva base. Té obra romànica i gòtica. La façana fou remodelada el 1730.

## Descripció
El castell-palau de Torrebesses, fet amb murs d'aparell ciclopi a la base i pedra encoixinada, sembla anterior en el seu origen a la dominació sarraïna. Manté una bona part de la construcció romànica i gòtica (voltes de mig punt, arcs ogivals, finestrals gòticorenaixentistes), mentre que la façana, datada del 1730, és d'un barroc ja tardà. A la segona planta hi ha la capella barroca de la Concepció, l'antic oratori dels cartoixans. Darrerament s'ha utilitzat com a granja d'aviram.

## Història
Documentat en el segle xii. Torrebesses fou repoblat per la casa Cervera i com tant dominis d'aquesta família passà al monestir de Poblet. Posteriorment, en el segle xvii, se sap del cert que el lloc de Torrebesses passà a través de les famílies Aicart o Icard i Boixadors a mans d'Escaladei.